# Olivia Culpo
Olivia Culpo sinh ngày 8 tháng 5 năm 1992 ở Cranston, Rhode Island, Mỹ. Cô đăng quang ở cuộc thi Hoa hậu Mỹ năm 2012 và đồng thời trở thành Hoa hậu Hoàn vũ cùng năm đó. Cô được coi là một trong những hoa hậu hoàn vũ có chiều cao hạn chế nhất, cô cao 1m66 trong khi người thấp nhất là 1m70. Ngay trong đêm trao lại vương miện cho cuộc thi Hoa hậu hoàn vũ 2013, người ta cho rằng cô đã mang thai trước khi kết thúc 1 năm nhiệm kì làm hoa hậu của mình. Bạn trai của cô lúc bấy giờ là nam ca sĩ điển trai Nick Jonas. Trong đêm chung kết Hoa hậu Hoàn vũ 2013, cô mặc bộ đồ bơi trị giá 1 triệu đô khiến nhiều người vô cùng thích thú.